# Clyde Bruckman
Clyde A. Bruckman (* 20. September 1894 in San Bernardino, Kalifornien; † 4. Januar 1955 in Hollywood, Kalifornien) arbeitete als Autor und Regisseur für Filmkomödien. Bekannt ist er vor allem durch seine Mitwirkung an Filmen von Buster Keaton.

## Leben
Neben Jean Havez und Joe Mitchell zählte Bruckman zu den engsten Mitarbeitern Buster Keatons, als dieser mit seinen Stummfilmkomödien seine größten Erfolge feierte. Keaton bezeichnete ihn als einen seiner besten Gagmen. Weil Keaton ihn wiederholt im Vorspann als Co-Regisseur nannte, wurde er von Harold Lloyd abgeworben, obwohl er keine Erfahrung als Filmregisseur hatte. Dennoch arbeitete er einige Jahre in dieser Funktion in den Studios Harold Lloyds. In den frühen 1930er Jahren beeinträchtigte sein mittlerweile fortgeschrittener Alkoholismus seine Arbeitsfähigkeit. Mit Hilfe alter Freunde und Kollegen arbeitete er bis in die 1950er Jahre für namhafte Studios und Stars, darunter W. C. Fields, Abbott und Costello, Laurel und Hardy und The Three Stooges. Dabei griff er öfter auf Material aus den Stummfilmkomödien zurück. Sein gesundheitlicher Zustand besserte sich ebenso wenig wie seine wirtschaftliche Situation. Nachdem er in einem Restaurant die Rechnung nicht bezahlen konnte, erschoss er sich mit einer Pistole. Die Waffe hatte er sich davor von Buster Keaton ausgeliehen.
Als Drehbuchautor war er an mehr als 100 Produktionen beteiligt, als Regisseur inszenierte er rund 20 Filme. 

## Filmografie (Auswahl)

### Drehbuch
- 1923: Drei Zeitalter (Three Ages)
- 1923: Verflixte Gastfreundschaft (Our Hospitality)
- 1924: Sherlock, jr. (Sherlock, Jr.)
- 1924: Der Navigator (The Navigator)
- 1925: Sieben Chancen (Seven Chances)
- 1926: Um Himmels willen (For Heaven's Sake)
- 1926: Der General (The General)
- 1928: Buster Keaton, der Filmreporter (The Cameraman)
- 1938: Der gejagte Professor (Professor Beware)

### Regie
- 1927: Hosen für Philip (Putting Paints on Philip)
- 1927: Die Schlacht des Jahrhunderts (The Battle of the Century)
- 1927: Das Haus der tausend Freuden (Call of the Cuckoo)
- 1927: Hochzeitsreise (Horse Shoes)
- 1928: Nur mit Lachgas (Leave ’Em Laughing)
- 1928: Laurel und Hardy: Das unfertige Fertighaus (The Finishing Touch)
- 1929: Harold, der Drachentöter (Welcome Danger)
- 1930: Harold, halt dich fest! (Feet First)
- 1932: Filmverrückt (Movie Crazy)
- 1933: The Fatal Glass of Beer
- 1935: Man on the Flying Trapeze